# Henriette d'Orbe
Henriette d'Orbe-Montfaucon (1385-1444) ou Henriette de Montbéliard, comtesse de Montbéliard, apporta, par son mariage avec Eberhard IV de Wurtemberg, le comté de Montbéliard à la maison de Wurtemberg.

## Biographie
Elle était la petite-fille d'Étienne de Montfaucon, comte de Montbéliard (voir le tableau généalogique de l'article Richard III). Étienne avait marié son fils aîné Henri, seigneur d'Orbe, à Marie de Châtillon, vicomtesse de Blaigny. Henriette d'Orbe-Montfaucon fut l'aînée de leurs quatre filles.

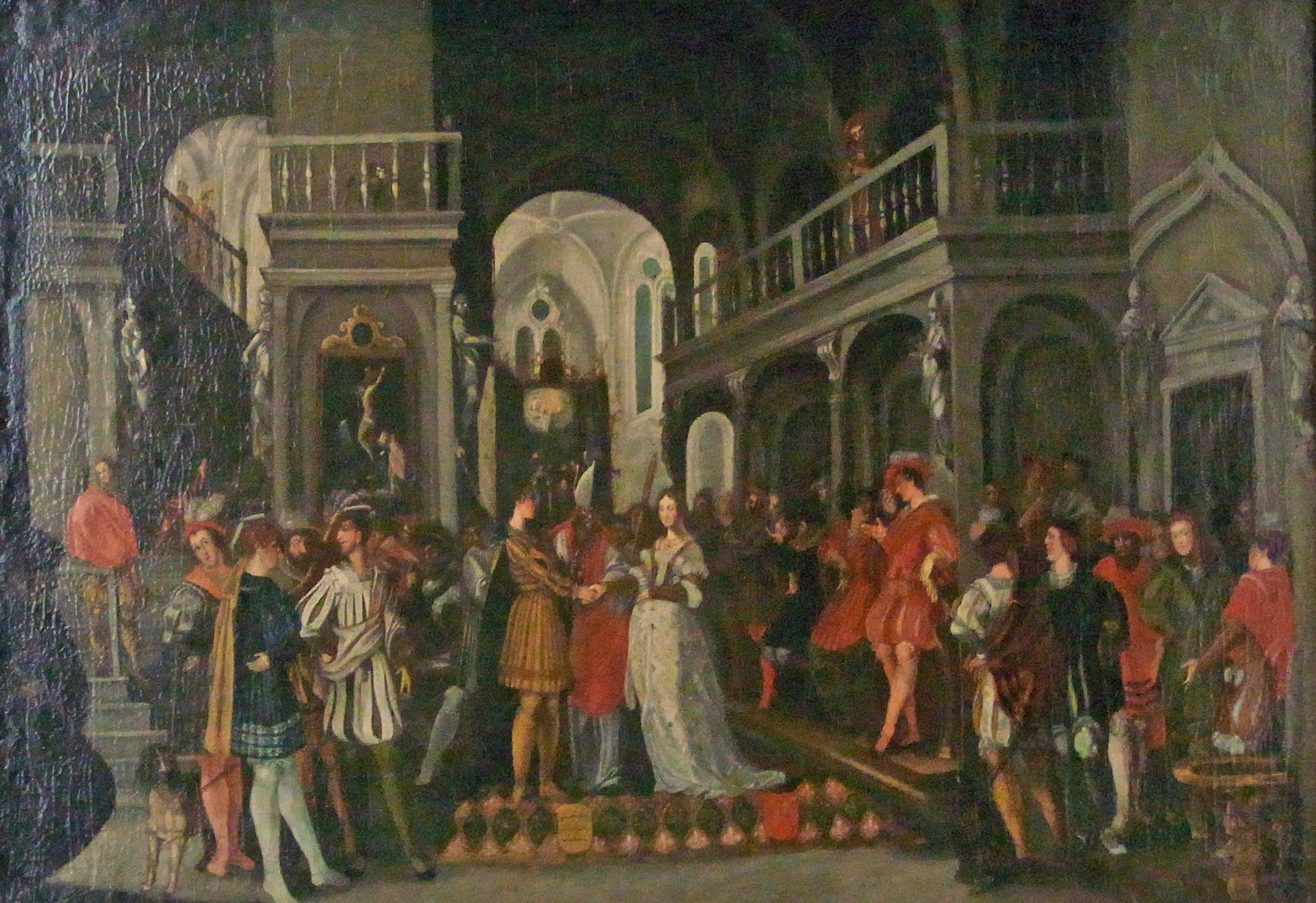
Le mariage du comte Eberhard IV et Henriette comtesse de Montbéliard.

Après le décès (1394) de son épouse (morte en couches lors de la naissance de la dernière fille), Henri d'Orbe se remaria avec Béatrix von Furstemberg. De leur union naissent trois enfants. Henri d'Orbe disparut au cours de la croisade contre le sultan Bazajet (bataille de Nicopolis en septembre 1396). Son père, Étienne de Montfaucon, qui n'avait plus d'héritier direct, fiança Henriette encore enfant à Eberhard IV de Wurtemberg (1397). Les fiançailles eurent lieu au château de Montbéliard alors que son grand-père venait de mourir. Henri, fils de Jean II de la Roche-Saint-Hippolyte (fief voisin du comté de Montbéliard), fut nommé tuteur des quatre filles d'Henri d'Orbe.
Concernant les trois sœurs d'Henriette, Jeanne fut fiancée à Louis de Chalon-Arlay, fils du prince d'Orange, son cousin ; elle apportait en dot la grande baronnie de Montfaucon. Agnès fut destinée à Thiébaut VIII, sire de Neufchatel-en-Bourgogne dont la famille tenait Blamont et la région de Pont de Roide. Enfin, Marguerite fut fiancée à Humbert de Villersexel, le propre fils d'Henri de la Roche-Saint-Hippolyte qui tenait les quatre filles en tutelle. Tous ces mariages eurent lieu plus tard, car toutes et tous étaient encore jeunes.
Le mariage d'Henriette d'Orbe avec Eberhard IV de Wurtemberg eut lieu en 1407, mais on ignore le lieu exact et les circonstances. Il est toutefois difficile de s'écarter de Stuttgart. Henriette avait apporté ses possessions dans la corbeille de mariage : le comté de Montbéliard et ses seigneuries ; des fiefs, tels que Granges, Clerval, Passavant, Etobon, Porrentruy, avec les fiefs de la Roche Saint-Hippolyte, ainsi que les terres de Franquemont (Goumois, à la limite de la frontière suisse). Son héritage s'ajoutait à celui du Wurtemberg qui apportait la seigneurie de Riquewhir, Ferrette, et le comté d'Horbourg en Alsace.
Le comté de Montbéliard n'était pas une vassalité wurtembergeoise ; il fut héréditairement attaché à celui du Wurtemberg par le mariage d'Henriette, tout en demeurant son égal : il conservait tous ses droits, ses us et coutumes, ainsi que sa langue (l'allemand ne fut jamais imposé). 
Eberhard IV fut, de fait, le premier prince Wurtembergeois qui devint comte de Montbéliard. Lorsqu’il mourut en 1419, Henriette continua de gouverner seule le Wurtemberg et toutes ses possessions.
Après avoir été « destituée » du Wurtemberg par ses deux fils, elle revint dans le pays de Montbéliard, et mourut en 1444 au château d'Étobon (près d'Héricourt, Haute-Saône) à l'âge de 57 ans. Au cours des dernières années de sa vie, elle donna à plus d'une occasion des preuves de son affection aux habitants de ce petit village, dont les descendants gardèrent longtemps un inaltérable souvenir.
Parents : 
Henri II de Montfaucon (1360-1396), fils d'Etienne de Montfaucon (1325-1397) et de Marguerite de Chalon- Arlay (1333-1392) ;
Marie de Châtillon (1365-1394), fille de Gaucher de Châtillon (1330-1404), vicomte de Blaigny et de Jeanne de Coucy.

## Descendance
Eberhard IV et Henriette eurent trois enfants :
- Anne de Wurtemberg (1408-1471). Sa mère tenta de lui attribuer le comté de Montbéliard dans son testament. Ses frères s'y opposèrent violemment. Anne épousa en 1422 le comte Philippe von Katzenelnbogen.
- Louis IV de Wurtemberg (1412-1454)
- Ulrich V de Wurtemberg (1413-1480).

## Légende
La légende fera d'elle la remplaçante du Père Noël et de saint Nicolas sous le nom de Tante Arie ou Airie dans le Pays de Montbéliard. Bon nombre de contes où de légendes ont été écrits à son propos.

## Sources
- Le Roman d'une Principauté. D. Seigneur. Éditions Cêtre, Besançon.
- Les Sires de Montfaucon au XIVe siècle. D. Seigneur Editions Edilivre